# Dinami
Dinami   község (comune) Olaszország Calabria régiójában, Vibo Valentia megyében.

## Fekvése
A megye déli részén fekszik, a Mésima völgyében. Határai: Acquaro, Dasà, Gerocarne, Mileto, San Pietro di Caridà és Serrata .

## Története
A települést a középkorban alapították tengerparti lakosok, akik házai a sorozatos török portyázásokban elpusztultak. Középkori épületeinek nagy része az 1783-as calabriai földrengésben elpusztult. A 19. század elején vált önálló községgé, amikor a Nápolyi Királyságban felszámolták a feudalizmust.

## Népessége
A népesség számának alakulása:

## Főbb látnivalói
- Santa Maria delle Grazie-templom